# Articularia
Articularia es un género de foraminífero bentónico de la subfamilia Tubinellinae, de la familia Hauerinidae, de la superfamilia Milioloidea, del suborden Miliolina y del orden Miliolida. Su especie tipo es Articulina? articulinoides. Su rango cronoestratigráfico abarca el Sarmatiense inferior (Mioceno superior).

## Clasificación
Articularia incluye a las siguientes especies:
- Articularia articulinoides †
- Articularia karreriella †
- Articularia lineata †
- Articularia sagra †
- Articularia scrobiculata †